# 那珂市立第三中学校
緑桜学園那珂市立第三中学校（りょくおうがくえん なかしりつ だいさんちゅうがっこう）は、茨城県那珂市飯田にある公立中学校。

## 概要
1967年4月1日、当時の那珂町に開校。
指定学区は那珂市立木崎小学区、同市立芳野小学校。

## 沿革
- 1967年
  - 4月1日 - 那珂町立木崎中学校・戸多中学校・芳野中学校が統合し開校。
  - 9月21日 - 創立記念日を制定。
- 1969年3月6日 - 校舎・体育館が竣工。
- 1988年4月25日 - 柔剣道場が竣工。
- 1990年6月18日 - プールが竣工。
- 2005年1月21日 - 市制施行に伴い、那珂市立第三中学校に改称。
- 2015年4月1日 - 那珂市が小中一貫教育を実施することになり学校名が緑桜学園那珂市立第三中学校に改称

## その他
- 校内には茶や梅の木が植えられており、茶摘みや梅の実落としなどの那珂市立第三中学校独特の行事も行なわれている。
  - 梅の実落としは7年生が収穫したものを保護者に販売し、お茶会という行事で茶摘みで収穫した茶と一緒に食べる茶菓子を買うために使われている。
- 2015年以降は指定学区の小学生や幼稚園児と茶摘みが行われている。

〇制服は夏場はワイシャツに黒スラックス又はブラウスに吊りスカート、冬場は学ランに黒スラックス又はセーラー服にジャンパースカートである。(LGBTQ等の配慮が必要な際、制服に関してはその都度協議する)

## 交通
- 最寄駅 - 常陸鴻巣駅